# 紅の女
『紅の女』(あかのおんな）は、HBOで放送されたファンタジー・ドラマ・シリーズである『ゲーム・オブ・スローンズ』の第6章『冬の狂風』の第1話である。デイヴィッド・ベニオフと D・B・ワイスによって脚本が書かれ、ジェレミー・ポデスワが監督した。タイトルの『紅の女』とはメリサンドルの異名である。
第5章の直後から物語は始まり、 〈冥夜の守人〉の仲間に刺されたジョン・スノウの遺体をダヴォスらが守る。壁から飛び降りたサンサとシオンをブライエニーが救う。ドーンでは、エラリアと〈砂蛇〉がクーデターを起こし、ドーランとトリスタンを殺す。デナーリスはドスラク人に捕えられ、ヴァエス・ドスラクに連れて行かれる。アリアは通りで盲目の乞食となっている。
日本ではスター・チャンネルで世界同時放送された。

## あらすじ

### 〈北部にて〉
ラムジー (イワン・リオン)はミランダ(シャーロット・ホープ)の死を嘆くが、遺体を埋葬せず猟犬に与えるよう命令する。父のルース (マイケル・マケルハットン)は、スタニスは倒したものの、いずれはラニスター家と対決することになり、そのためには〈北部〉をまとめなければならず、逃げたサンサ (ソフィー・ターナー)が必要であると言う。ラムジーはサンサとシオン (アルフィー・アレン)に追手を差し向ける。サンサとシオンは必死に森の中を逃げるが追いつかれる。だがブライエニー (グェンドリン・クリスティー)とポドリック・ペイン (ダニエル・ポートマン)が救う。ブライエニーはサンサに忠誠を誓い、今度は受け入れられる。

### ドーンにて
エラリア・サンド (インディラ・ヴァルマ)とタイエニー (ロザベル・ラウレンティ・セラーズ)はラニスター家に対し軟弱な姿勢をとるドーラン (アレクサンダー・シディグ)と衛士長のアリオ・ホター (デオビア・オパレイ)を殺す。

### キングズランディングにて
キングズランディングに着いたジェイミー (ニコライ・コスター＝ワルドー)はミアセラ (ネル・タイガー・フリー)の死をサーセイ (レナ・ヘディ)に告げる。サーセイは、子供たちにすべて先立たれると言う予言を思い出す。マージェリー (ナタリー・ドーマー)は牢でセプタ・ユネラ(ハンナ・ワディンガム)とハイ・スパロウ(ジョナサン・プライス)に自白を迫られる。ミアセラを運んで来た船の中で、ナイメリア (ジェシカ・ヘンウィック)とオバラ(ケイシャ・キャッスル＝ヒューズ)はトリスタン (トビー・セバスチャン)を殺す。

### 〈壁〉にて
ダヴォス (リアム・カニンガム)はジョン・スノウ (キット・ハリントン)の遺体と、ジョンに忠実なナイツウォッチ達とジョンのダイアウルフのゴーストと共に部屋に立てこもる。エッドは〈野人〉の助けを求めに行く。アリザー・ソーン(オーウェン・ティール)らは残りのナイツウォッチを掌握し、投降を迫る。メリサンドル (カリス・ファン・ハウテン)は炎の中に活躍を見たはずのスタニスとジョンの死で信仰が揺らぎ、自室で首飾りをはずして老婆の姿になる。

### ブレーヴォスにて
盲目となったアリア (メイジー・ウィリアムズ)は通りの乞食となり、人々の話を聞く。〈黒と白の館〉から〈浮浪児〉(フェイ・マーセイ)がやって来て棒術の稽古を挑み、アリアを叩きのめす。

### ミーリーンにて
ミーリーンでは、ティリオン (ピーター・ディンクレイジ)とヴァリス (コンリース・ヒル)が通りを歩き、人々がデナーリスに見捨てられたと感じていることを知る。何者かが港の船に火を放つ。

### 〈ドスラクの海〉にて
ジョラー・モーモント (イアン・グレン)とダーリオ・ナハーリス (マイケル・ユイスマン)はデナーリスを探して荒野を旅し、デナーリスがドスラク人に捕えられた事を知る。デナーリス(エミリア・クラーク)はカール・モロ(ジョー・ナウファフー)に捕えられ、亡きカール・ドロゴの妻である事を告げるが、ミーリーンではなく他の族長の寡妃が暮らすヴァエス・ドスラクに連れて行かれることになる。

## 製作

### 脚本
原作者との話し合いにより、未刊の原作『冬の狂風』に基づいて脚本が書かれたが、アリアのストーリーラインは既刊の『竜との舞踏』に基づいている。

## 評判

### 視聴者数
本エピソードは794万人に視聴された。再放送および配信サービスを入れれば、同日に1070万人が視聴したとHBOは発表した7.94。

## 参照
1. ↑  “HBO Reveals 'Game of Thrones' Season 6 Premiere Title and Synopsis”. The Hollywood Reporter (2016年4月7日). 2016年4月7日閲覧。
2. ↑  Porter, Rick (2015年4月26日). “Sunday cable ratings: ‘Game of Thrones’ opens slightly lower, still dominant”. TV by the Numbers. 2015年4月26日閲覧。